# Marvin James
Marvin James (* 27. Oktober 1989 in Reichenbach) ist ein ehemaliger Schweizer Snowboarder. Er startete im Snowboardcross.

## Werdegang
James, der für den SC Flumserberg startete, trat im Februar 2008 in Leysin erstmals im Snowboard-Weltcup an, wo er den 52. Platz belegte. Zuvor errang er bei den Juniorenweltmeisterschaften 2007 in Bad Gastein den 80. Platz. In den folgenden Jahren bis 2014 absolvierte er 26 Weltcups. Seine beste Platzierung erreichte er im Dezember 2013 in Montafon mit dem 11. Platz. Sein bestes Gesamtergebnis im Weltcup war in der Saison 2013/14 der 35. Platz im Snowboardcross-Weltcup. Im Europacup gewann er in der Saison 2009/10 die Snowboardcrosswertung. Bei den Snowboard-Weltmeisterschaften 2011 in La Molina fuhr er auf den 23. Platz und bei den Snowboard-Weltmeisterschaften 2013 im Stoneham auf den 47. Rang. Bei seiner einzigen Olympiateilnahme im Februar 2014 in Sotschi belegte er den 21. Platz.

## Teilnahmen an Weltmeisterschaften und Olympischen Winterspielen

### Olympische Winterspiele
- 2014 Sotschi: 21. Platz Snowboardcross

### Snowboard-Weltmeisterschaften
- 2011 La Molina: 23. Platz Snowboardcross
- 2013 Stoneham: 47. Platz Snowboardcross

## Weltcup-Gesamtplatzierungen
| Saison  | Gesamt | Gesamt | Snowboardcross | Snowboardcross |
| Saison  | Punkte | Platz  | Punkte         | Platz          |
| ------- | ------ | ------ | -------------- | -------------- |
| 2008/09 | 36     | 299.   | 36             | 78.            |
| 2010/11 | -      | -      | 151            | 50.            |
| 2011/12 | -      | -      | 227            | 47.            |
| 2012/13 | -      | -      | 200            | 49.            |
| 2013/14 | -      | -      | 326            | 35.            |